# Robotech: Battlecry
Robotech: Battlecry (literalmente Robotech: Grito de Guerra) es un videojuego en tercera persona de disparos creado/basado en el universo de Robotech y el primer videojuego lanzado con éxito por la franquicia. Es desarrollado por Vicious Cycle Software y publicado por la ahora extinta TDK Mediactive, en asociación con Harmony Gold USA en varias plataformas (Nintendo Gamecube, PlayStation 2 y Xbox). Con una historia enfocada en nuevos personajes creados para el videojuego, y con apariciones especiales de los personajes principales: Rick Hunter, Roy Focker, Lisa Hayes y la parte de una de las misiones del videojuego está centrada directamente en Lynn Minmay, con lo cual se continúa la historia Robotech y por lo que los fanáticos y productores la consideran un canon secundario. Dicha historia sitúa a Jack, discípulo de Roy Focker y cuenta su historia a través de la saga Macross.

## Argumento

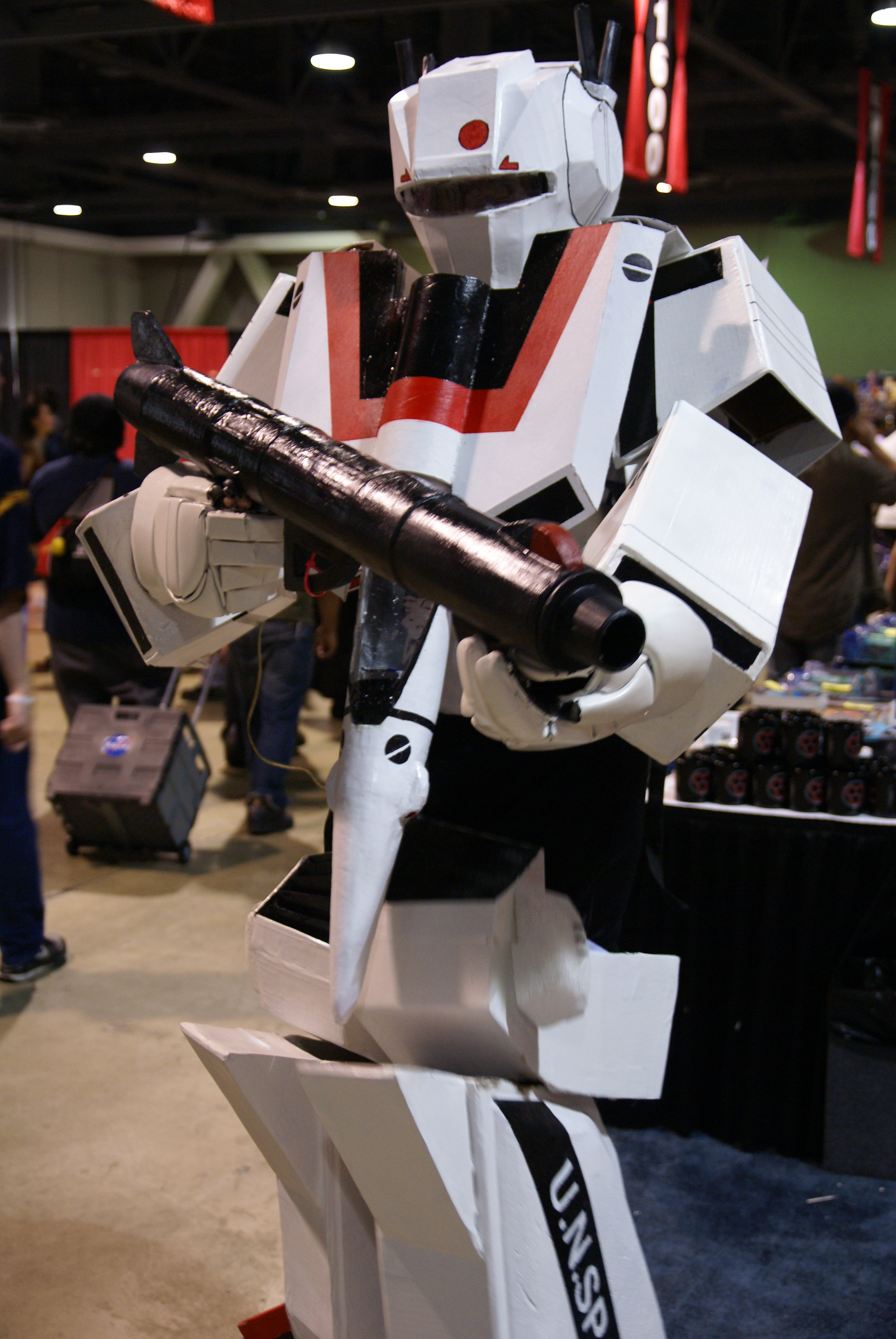
Cosplay del VF-1 Valkyrie en la Anime Expo 2007.

El videojuego sigue las hazañas de piloto del as Jack Archer. Después de servir como mercenario en la Guerra Civil Global, volando con Roy Focker, quien queda lo suficientemente impresionado para recomendar a Jack para el RDF. Estás máquinas tienen la habilidad de transformarse en tres tipos diferentes de vehículos (cada uno habituado a una situación de combate diferente).
La serie tiene como protagonista la supervivencia de la humanidad frente a una raza extraterrestre llamada Zentraedi, usando para ello unas máquinas (robóticas) de guerra basada en la tecnología de los propios Zentraedi llamados Veritech. En las primeras etapas de la cubierta del juego de entrenamiento final de Jack y su lucha durante la Batalla de la Isla Macross, en donde Jack no está lo suficientemente cerca de la SDF-1 cuando el espacio se pliega hacia Plutón y la Tierra se está quedando atrás, por lo que no puede regresar a casa por sus propios medios para reunirse con sus amigos. La mayor parte del videojuego se desarrolla en el post-lluvia de la era de la muerte e implica a Jack y su escuadrón Lobo defender varios puestos humanos de avanzada contra las fuerzas Zentraedi malcontentas lideradas por el señor de la guerra Zeraal.
Las fuerzas de Zeraal llegan a la Base-6. Archer lidera la defensa y se enfrenta con Kiyora, en última instancia, matándola. Luego continúa con la ofensiva contra los atacantes que sobrevivieron y entra en Zen City para encontrar a Zeraal. La misión final tiene a Jack y a Zeraal en la base de este último, que es un transporte Zentraedi estrellado. Sin embargo, la nave hace un salto de transposición espacial con él (Jack) sobre ella, y eso le lleva a una lejana región del espacio. Sin poder comunicarse con el RDF, y quien aparentemente muere a causa de una pérdida de soporte de vida (oxígeno).

## Comité de producción
| - Frank Agrama - productor ejecutivo - Tim Goodlett - productor Sr. - Alan Letz - productor ejecutivo - Vicente Bitetti - productor ejecutivo - Tommy Yune - productor - Steve Yun - coproductor - Mike Pearson - productor - Carlos Rodríguez - productor - Brian Ulinger - productor - Tom Bateman - productor asociado | - Barry Fasman - John O'Kennedy - Eric Peterson - Marc Racine - Roland Rizzo | - Ben Cloward - Tad irlandesa - Matt Larson - Ben Lichius - Scot Amar - Sara Maher - Jeff Miller - Donovan M. Valdés - Chad Whitsell |

## Reparto de voz
- Cam Clarke como Jack Archer
- Rebecca Forstadt como Lynn Minmay e Izzy Randal
- Melora Harte como Helena Chase
- Steve Kramer como Skarrde
- Melanie MacQueen como Lisa Hayes y Kiyora
- Tony Oliver como Rick Hunter y Hiro Ishi
- Dan Woren como Roy Focker y Zeraal

## Apariciones

### Personajes
| - Jack Archer - Izzy Randal - Hiro Ishi - Helena de Chase | - Zeraal - Skarrde - Khyron (visto brevemente en escena de corte) - Gorian - Kiyora | - Lisa Hayes - Roy Fokker - Rick Hunter - Lynn Minmei |

### Mecha
| - - VF-1 Valkyrie - VF-1D Valkyrie - VF-1A Valkyrie - VF-1J Valkyrie - VF-1S Valkyrie - VF-1R Valkyrie - Súper Valkyrie - Valkyrie Blindado (multijugador solamente) | - - Destroid Defender - Destroid Spartan - Destroid Tomahawk - Destroid Falange - Monster Destroid - Mar Sargento | - - Battlepod - Tactical Battlepod - Artillería ligera Battlepod - Artillería pesada Battlepod - Reconocimiento Battlepod - Luchador Pod - Oficial Battlepod - Male Power Armor - Mujer Power Armor (disponible en el modo multijugador) - Cyclops Recon Pod |

## Esquemas de pintura Veritech
- Jack
- Izzy
- Almiar
- Max
- Miriya
- Patriota
- Lobo
- Sigilo
- Skull One
- Entrenador
- Genérico

## Lugares
- Base-6
- Wasteland (territorio rebelde Zentraedi)
- Isla Macross
- Exterior - Tierra - Órbita
- Graystone
- Emboscada Hills
- Flood City
- Granite City
- Zen City

## Recepción

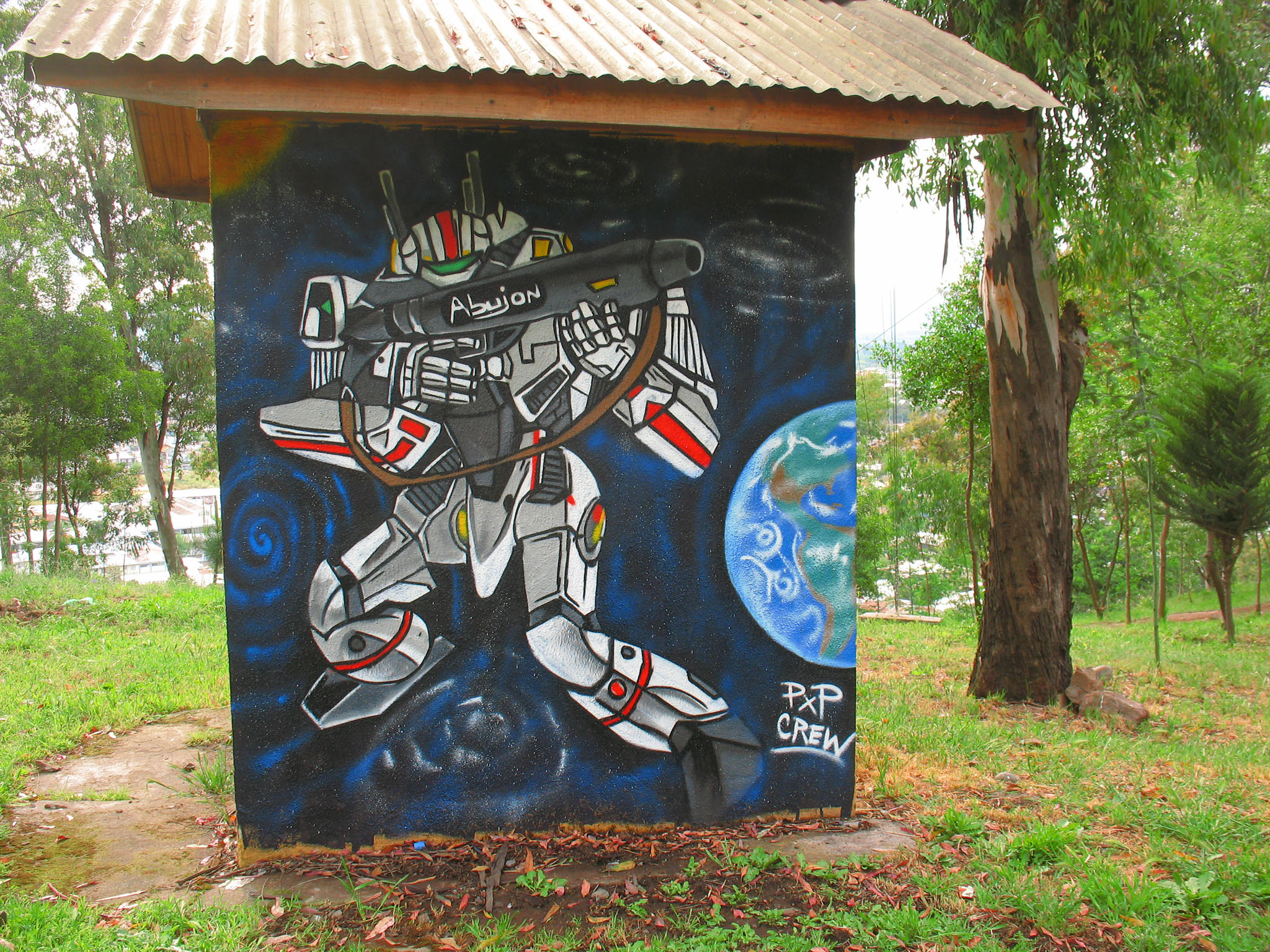
Pintura del mecha VF-1 Valkyrie asignado a Jack.

Robotech es una saga de culto en Estados Unidos, pero pasa mucho tiempo desde que sale un título basado en la serie, por lo que las expectativas e ilusiones son altas sobre este título. La saga es una de las principales series que abré el manga/anime dentro de occidente (más específicamente en Estados Unidos, donde se encuentra la gran mayoría de fanáticos). Robotech: Battlecry recibe críticas positivas en su lanzamiento. Electronic Gaming Monthly da al videojuego una puntuación de 8/10 diciendo: "Se hace un trabajo increíble para recrear el trepidante combate de mechas del programa mediante la combinación de una animación pulida y centrada en los controles". GameSpy le da un 3.0/5.0 diciendo: "es un juego decente, pero nada especial. La historia, gráficos, música y actuación de voz será de interés en gran medida a los fans de la serie, pero no veo que estos aspectos traigan nuevos fanáticos en el redil". GameSpot le da un 6.8/10.0 e informa que: "el videojuego sufre de una serie de problemas que incluso los fanáticos más acérrimos de la serie tendrán un tiempo de difícil asimilación, no menos importante de las cuales son las misiones repetitivas, controles lentos, y los niveles vacíos".
En cuanto a los gráficos se evidencia el buen uso del cel shading, generando una muy buena impresión del mundo Robotech al explotar la técnica visual para dar pie a un mundo vivo en colores. Las transiciones entre las tres transformaciones son realmente suaves y muy logradas, además de que los efectos de luces sobre el personaje están también bien recreados se echa en falta algo más de incidencia de la luz sobre otros componentes del escenario. Impresiona bastante el número de objetos que se mueven por la pantalla y el sentido artístico que se han puesto en estos, tomados a partir de los originales y recreados con maestría. Hay momentos en verdad caóticos, con decenas de enemigos a la vez, naves enormes moviéndose en el horizonte y la pantalla absolutamente saturada de disparos, misiles, láseres y explosiones, todo con un "frame rate" que a veces provoca algunas quejas, pero que cumple bastante bien en todos los sistemas. Sin duda, uno de los efectos más interesantes es el de los misiles. No es que sea un efecto embriagador, pero hay algo misteriosamente bello en como esas hileras de humo parten del Veritech a la caza y captura del enemigo, dejando su mortal estela en su camino. Teniendo en cuenta que esto también es algo que hace el enemigo, el ver la pantalla salpicada con este efecto es en su mayoría de las veces agradable. Como punto negativo por ejemplo, en los entornos urbanos se hace complicado entender la existencia de barreras invisibles a modo de techo. Tampoco quedan muy bien las fases aéreas o espaciales, en donde una esfera invisible limita el campo de acción. Mucho más problemático resultan los problemas de cámaras que a veces ocurren, lo que hace que en algunos momentos puntuales se pierda una perspectiva cómoda de la acción, pudiendo desembocar en desastre.
La música utilizada en la banda sonora original, tiene una buena composición aunque genera opiniones dividas en cuanto a su poca similitud con los originales de la serie. Los efectos fx en general son buenos, pero particularmente el rifle rápido tiene un sonido que no acaba de convencer, pero que no interfiere de manera negativa. En cuanto a las voces tienen una calidad indiscutible ya que son las mismas que dieron vida a la versión americana, aunque resulta poco agradable la reiteración de una frase en particular por parte del protagonista Jack. Su jugabilidad al ser de acción pura, su objetivo en la mayoría de misiones es la de acabar con las fuerzas enemigas con los diferentes modelos veritech (Battloid, Guardián y Fighter). En cuanto a la transición resulta complicado aprender a utilizarlas, por lo que dedicarle tiempo es indispensable, ya que cada modo tiene su propia particularidad en velocidad, maniobrabilidad y potencia de fuego. Después está el nivel de dificultad de casi todas las misiones, en concreto aquellas en las que hay que defender un objetivo específico mientras se está a la ofensiva por lo que es un verdadero reto, además posee más de 40 misiones. La principal crítica con respecto al último tema es que resulta algo monótono, aunque al ser tan largo es normal que esto suceda, se acentúa demasiado teniendo en cuenta que se pueden catalogar las misiones a lo largo del videojuego como: "destruir", "rescatar" y "escoltar". En cuanto al modo multijugador, resulta muy caótico porque la pantalla dividida no se relaciona bien con la cantidad de acción, además de repercutir en el "frame rate".